# Yang Jianhou

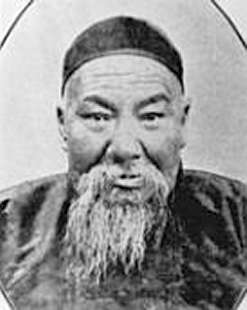
Yang Jianhou

Mestre Yang Jianhou (Yang Chien-hou) 楊健候 (1839–1917) é um famoso professor da arte marcial interna Tai Chi Chuan no final da dinastia Qing, na China. É o filho mais novo do criador do Tai Chi Chuan estilo Yang 楊氏太極拳, Yang Luchan, representando junto com seu irmão a segunda geração deste estilo.
O irmão mais velho de Yang Jianhou, Yang Banhou , foi o líder da família em sua geração e também um importante instrutor de Tai Chi Chuan. Assim como seu pai, os dois também foram contratados como instrutores de artes marciais pelo exército na dinastia Qing.
Os filhos de Yang Jianhou, Yang Chengfu e Yang Shaohou, deram continuidade à sua herança e também se tornaram professores de Tai Chi Chuan famosos em toda a China.
Tian Zhaolin foi um dos alunos de Yang Jianhou não pertencentes à família, tendo também estudado com seus filhos. Tian ensinou Shi Tiao Mei, que entre outros ensinou Tchoung Ta-tchen, que por usa vez divulgou o Tai Chi em Vancouver BC, em Seattle WA, no Gabão, na África do Sul e em Taiwan.

## Páginas externas
- Site da Família Yang (em inglês)